# Liste der Monuments historiques in Aisy-sous-Thil
Die Liste der Monuments historiques in Aisy-sous-Thil führt die Monuments historiques in der französischen Gemeinde Aisy-sous-Thil auf.

## Liste der Objekte
| Bezeichnung                | Beschreibung                                                       | Standort                        | Kennzeichnung | Schutzstatus | Datum | Bild |
| -------------------------- | ------------------------------------------------------------------ | ------------------------------- | ------------- | ------------ | ----- | ---- |
| Gemälde Heiliger Nikolaus  | Ölfarbe auf Leinwand, farbig gefasster Holzrahmen, um 1700         | in der Kirche St-Germain (Lage) | PM21004441    | Inscrit      | 2002  |      |
| Gemälde Herz-Jesu-Anbetung | Ölfarbe auf Leinwand, farbig gefasster Holzrahmen, 18. Jahrhundert | in der Kirche St-Germain (Lage) | PM21004440    | Inscrit      | 2002  |      |
| Gemälde einer Märtyrerin   | Ölfarbe auf Leinwand, 18. Jahrhundert                              | in der Kirche St-Germain (Lage) | PM21004442    | Inscrit      | 2002  |      |